# Tavaux-et-Pontséricourt
Tavaux-et-Pontséricourt é uma comuna francesa na região administrativa de Altos da França, no departamento de Aisne. Estende-se por uma área de 25,42 km². Em 2010 a comuna tinha 572 habitantes (densidade: 22,5 hab./km²).